# WarCraft 2000: Nuclear Epidemic
WarCraft 2000: Nuclear Epidemic — це неофіційне та неліцензійне продовження відеогри у жанрі стратегії в реальному часі Warcraft II, створене українською ігровою студією GSC Game World. Гра була випущена безкоштовно 25 листопада 1998 року після дев'яти місяців розробки в незавершеному стані. Разом з грою йшов початковий код гри на Visual C++, щоб дати можливість гравцям створювати ігри на основі рушію.  

## Історія створення
Згідно з інтерв'ю засновника GSC Game World, Сергія Григоровича, що було надруковано у «Компьютерном Обозрении» №36 (155) від 24 вересня 1998 року ,  компанія взялися за створення гри, переслідуючи декілька цілей. По-перше, розробники бажали просто створити гарний WarCraft для себе самих. По-друге —   згуртувати команду та випробувати новий рушій для стратегій. Розробляти для цього щось своє з нуля вони не хотіли, тому взявши за основу історію та юніти світу WarCraft,  вигадали сюжет і зробили гру для внутрішнього використання. Новий ігровий рушій дозволяв створювати псевдотривимірні ландшафти, реальні тіні, підтримував роздільну здатність від 800 × 600 до 1600 × 1200 при частоті кадрів 25–40 fps і досить помірних системних вимогах, даючи кожному гравцю можливість мати до 8 000 юнітів на екрані. 
Паралельно з тим розробники вже працювали над іншими стратегіями – DoomCraft (був припинений півроку розробки) та Козаки: Європейські війни. У вересні 1998 року Сергій Григорович виказував сподівання, що їх існуючи розробки та ідеї можуть зацікавити Blizzard для співпраці над наступною грою з серії WarCraft, однак з цього нічого не вийшло.   
На початку 1999 року розробники поширювали цифрову копію WarCraft 2000: Nuclear Epidemic через сайт Internet WarCraft 2000. 

## Сюжет
За сюжетом гри, Друга Війна з Warcraft II так і не закінчилася — йдуть роки, а орки все ще намагаються захопити людські землі. За цей час в Азероті з’явилася третя сторона конфлікту: високотехнологічна раса прибульців. Інопланетян цікавили лише ресурси планети, тому вони почали постачати ворогуючим сторонам смертоносну футуристичну зброю, сподіваючись, що люди та орки самі знищать один одного, а вони стануть повноправними господарями цього світу. 

## Огляд
По суті, від оригінальної  Warcraft II тут не залишилося нічого, окрім графіки та сетингу.
- З'явилась можливість мати на екрані одночасно 1120 воїнів, та аж до 8000 одиниць юнитів на гравця.
- Нові унікальні юніти з різними властивостями: ядерна ракета, супутник, гаубиця, засоби проти-ядерної оборони, бомбардувальник, деякі старі юніти, не використані Blizzard. Додані також нові можливості магів.
- Посилено штучний інтелект, він аналізує дії гравця, шукає слабкі місця в обороні, застосовує облогу, бореться за ресурси.  Окрім іншого, були реалізовані усі сучасні ідеї керування у стратегіях на той час  – виділення типів юнітів, точки збору військ, патрулювання та багато іншого.
- Гра підтримує більшу роздільну здатність ніж оригінал та у чотири рази більші ігрові мапи.
- Графічні ефекти —  заклинань, туману війни, диму, вогню —  були візуалізовані заново.Також у грі є вступні та кінцеві анімовані заставки.
- Підтримка до 8 гравців для гри по мережі.
- Редактор карт.